# Knock-outsysteem

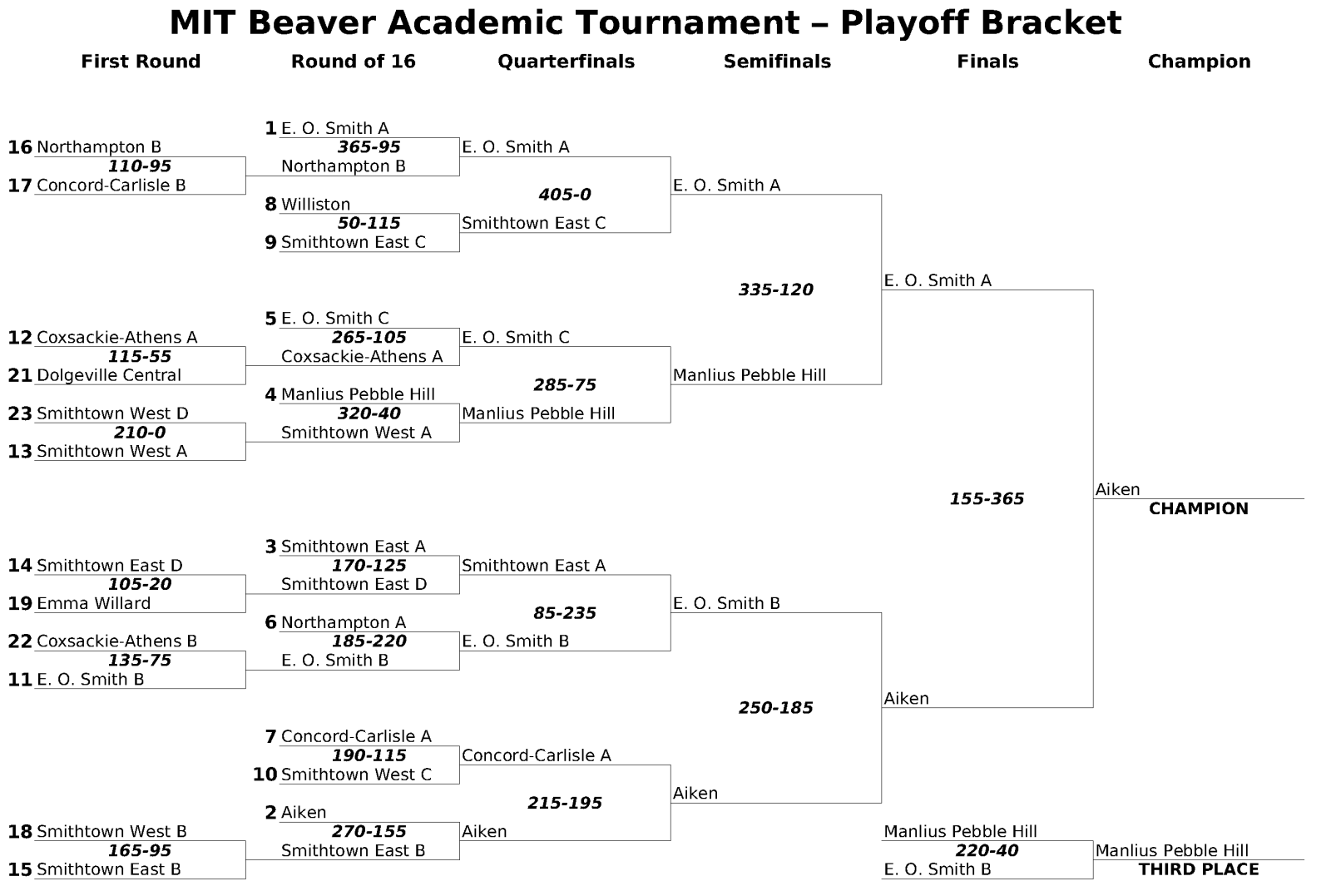
Voorbeelddiagram van een knock-outsysteem. In dit voorbeeld starten acht geplaatste deelnemers direct in de 1/8 finale.

Een knock-outsysteem of systeem met rechtstreekse uitschakeling is een toernooimethode. Hierbij worden alle deelnemers aan een andere deelnemer gekoppeld. De winnaar van de wedstrijd of wedstrijden gaat naar de volgende ronde en voor de verliezer is het toernooi voorbij.
De wedstrijd tussen de laatste twee partijen of spelers die over zijn, die tot dan toe dus al hun wedstrijden hebben gewonnen, heet de finale.
Soms spelen in een ronde de deelnemers twee wedstrijden tegen elkaar, eenmaal in het eigen sportcomplex van iedere deelnemer.
De gedachte achter het systeem is dat de winnaar van een partij de sterkste speler is, hoewel het door omstandigheden altijd mogelijk is dat de sterkste deelnemer verliest. De belangrijkste reden voor het toepassen van een knock-outsysteem is dan ook dat het aantal wedstrijden daardoor geminimaliseerd wordt. Dit is vooral van belang bij grote toernooien met meer dan 100 deelnemers, die veel te lang zouden duren wanneer de winnaar door middel van een (mini)competitie zou moeten worden bepaald.
Een ander voordeel van knock-outsystemen is dat deelnemers meer risico nemen en aanvallender spelen, wat het spel aantrekkelijker maakt. De reden hiervoor is dat verlies in principe direct leidt tot uitschakeling. In (mini)competities daarentegen neemt de aantrekkelijkheid van het spel beduidend af wanneer de plaats op de ranglijst al zeker is en een extra winst of verlies daardoor niet meer uitmaakt. Ook komen bij een knock-outsysteem de voordelen van 'strategisch' winnen, verliezen of gelijkspelen te vervallen.
In feite wordt bij het knock-outsysteem uiteindelijk alleen een winnaar vastgesteld. Vaak krijgt de verliezende finalist de tweede prijs of de zilveren medaille en soms spelen de twee verliezende halvefinalisten voor plaatsen drie en vier in een troostfinale of krijgen ze beiden brons. Dit betekent echter niet dat de verliezende finalist werkelijk de op een na beste deelnemer van het toernooi is, want door het systeem van directe uitschakeling kan de op een na beste deelnemer reeds vroeg in het toernooi zijn uitgeschakeld door de sterkste deelnemer. Er zouden meer partijen gespeeld moeten worden om vast te stellen wie werkelijk recht heeft op een tweede of derde prijs. Dit is dan ook een van de grootste nadelen die worden genoemd voor een knock-outsysteem: het risico bestaat dat sterke deelnemers door een stommiteit of gewoon pech al vroeg in het toernooi uitgeschakeld worden, en dat zwakke deelnemers onverdiend ver kunnen komen.

## Toepassingen
Knock-outsystemen worden gebruikt bij onder meer schaken, tennis en bekertoernooien in het voetbal (zoals de FA Cup). Bij de Champions League en bij het wereldkampioenschap voetbal wordt in de eerste ronde in poules gespeeld, waarna de laatste 16 doorgaan volgens het knock-outsysteem.
Een knock-out systeem wordt ook vaak gebruikt bij sporten waarbij verlies soms betekent dat de verliezende speler niet meer in staat is om nog meer wedstrijden te spelen, met name bij vechtsporten. Bij dergelijke sporten wordt dan ook zelden door de verliezers van de halve finales gespeeld om de derde en vierde plaats.

## Verliezersronde
In amateurtoernooien wordt ook weleens een verliezersronde ingesteld. De deelnemers die hun eerste wedstrijd verliezen, komen dan in deze verliezersronde, die vervolgens ook weer volgens een knock-outsysteem gespeeld kan worden, waar een 'verliezerskampioen' uit voortvloeit. Zo speelt iedere deelnemer minimaal twee wedstrijden.